# آیین مراسم سینه‌زنی قطاری در شهر شیراز
آیین مراسم سینه‌زنی قطاری در شهر شیراز یکی از قدیمی‌ترین آیین‌های مذهبی در ماه محرم است. سینه‌زنی قطاری شیراز با تاثیرپذیری از قیام کربلا به انجام می‌رسد و همچنان در مسجد «بغدادی» شیراز که قدمت ۷۰۰ ساله دارد برگزار می‌شود و یک جاذبه مذهبی ویژه به‌شمار می‌رود.
پیر غلامان دارای نقش ویژه و اساسی بوده زیرا این افراد همواره جز نخستین افرادی هستند که در صف عزاداران قرار گرفته و نسبت به انجام عزاداری حسینی اقدام می‌کنند. در طول صف هرچه که پیش برویم شاهد حضور افراد جوان‌تر خواهیم بود این در حالی است که وقتی که صف عزاداران دور هم جمع می‌شوند حلقه‌های نخست عزاداری را پیر غلامان و حلقه‌های بعدی را افراد جوان‌تر تشکیل می‌دهند.

## نحوه برگزاری

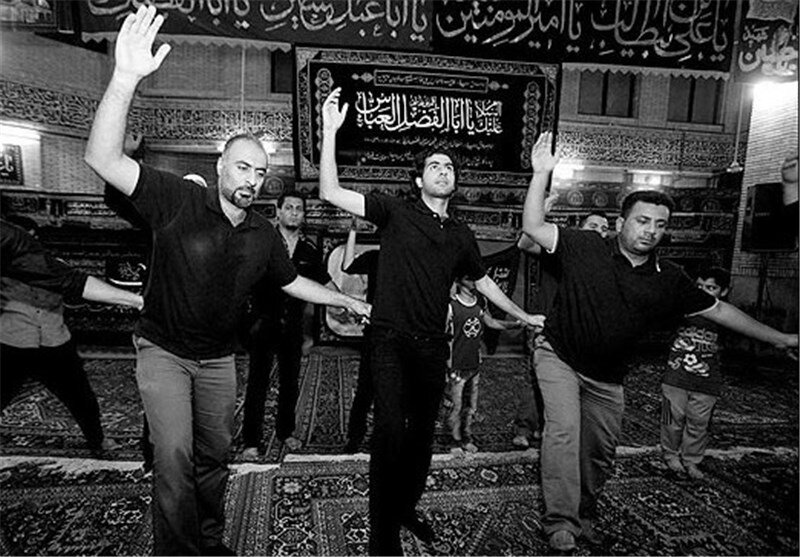
سینه زنی قطاری در شیراز

در این روش، سینه‌زنان ابتدا می‌ایستند و بعد با برداشتن ۲ گام به سینه خود می‌زنند و «حسین» می‌گویند، اجرای این سینه زنی به شکل حلزونی است. هر محله در مسیری خاص در حرکت است تا به حرم شاهچراغ (ع) برسند؛ آنجا دسته‌ها یکی شده و دسته جمعی سینه می‌زدند.
گروه سینه‌زنان در شیراز به دو گروه تقسیم می‌شوند و هرگروهی که زودتر به محوطه امامزاده سیدمیرمحمد می‌رسد وارد بازار آقا و سپس وارد صحن شاهچراغ می‌شود، سپس گروه سینه‌زنان در مقابل حرم شاهچراغ می‌ایستند و نوحه‌حوان آن دسته برای سایرین نوحه می‌خواند. در پایان نیز هیئت از در دیگر شاهچراغ خارج می‌شود تا نوبت به گروه‌های دیگر برسد.
این نوع عزاداری به‌صورت دسته‌جمعی اجرا می‌شود و مسیر حرکت عزاداران دایره‌ای حلزونی و پیچ‌درپیچ است. در نیمه سینه‌زنی نفرات اول به نفرات آخر می‌رسند و چون به شکل حلزونی حرکت می‌کنند به رأس که رسید سینه‌زنی تمام می‌شود که این نوع سینه‌زنی اکنون در مسجد بغدادی در سردزک شیراز برگزار می‌شود.
«سینه‌زنی قطاری»، علاوه بر شیراز در لارستان نیز اجرا می‌شود و در لار، این سینه زنی پس از انجام روضه خوانی به انجام می‌رسد و به سینه زنی بوشهری‌ها شباهت دارد که سینه زنان با یک دست، کمر یکدیگر را می‌گیرند و با دست دیگر بر سینه می‌زنند.
سینه‌زنی مخصوص شیراز به طریقه‌ای خاص برگزار می‌شود به طوری که در حجم‌هایی کوچک و با بالا و پایین رفتن بالاتنه بر سینه خود می‌زنند و اشعاری بسیار کهن را تکرار می‌کنند و ناگهان با اشاره میاندار، آرام شده، اندکی به جلو راه می‌پیمایند و مجدداً دور هم حلقه زده و آن شیوه را از سر می‌گیرند. این نوع سینه‌زنی که به عزاداری قطاری شهرت یافته، طی سال‌های گذشته به‌عنوان یک میراث معنوی ثبت شده است.
مراسم سینه‌زنی قطاری هرساله در ماه محرم و در مسجد بغدادی‌ها اجرایی می‌شود. این مسجد در محله‌ای به‌نام «سر دُزَک» شیراز و در جایی که پیش‌تر به‌نام کوچهٔ «بهار ایران» نام داشت، قرار دارد. این مراسم طی سال‌های گذشته به‌عنوان یک میراث معنوی ثبت شده است.

## ثبت ملی
سینه زنی قطاری، در تاریخ ۲۵ شهریورماه ۱۳۹۴ به شماره ۱۱۰۶ در فهرست میراث فرهنگی ناملموس ایران به ثبت رسیده است.